# Quarnford
Quarnford – wieś w Anglii, w hrabstwie Staffordshire, w dystrykcie Staffordshire Moorlands. Leży 46 km na północ od miasta Stafford i 226 km na północny zachód od Londynu.